# Валле-Моссо
Валле-Моссо (итал. Valle Mosso) — коммуна в Италии, располагается в регионе Пьемонт, в провинции Бьелла.
Население составляет 3807 человек (2008 г.), плотность населения составляет 445 чел./км². Занимает площадь 9 км². Почтовый индекс — 13825. Телефонный код — 015.
Покровителем коммуны почитается св. Евсевий, празднование 2 августа.

## Демография
Динамика населения:

## Администрация коммуны
- Официальный сайт: http://www.comune.vallemosso.bi.it/